# Pałecznica (województwo lubelskie)
Pałecznica – wieś w Polsce położona w województwie lubelskim, w powiecie lubartowskim, w gminie Niedźwiada.
Pałecznica w źródłach pojawia się po raz pierwszy w 1467 roku jako Palczicza. W 1470 roku występuje pod nazwą Palecznycza, natomiast z 1565 roku Polisznicza. Wieś szlachecka, położona była w drugiej połowie XVI wieku w powiecie lubelskim województwa lubelskiego. Jeszcze w 1663 roku nosi nazwę Pałęcznica, dopiero od wieku XVIII do dziś niezmiennie jest Pałecznicą. W 1739 roku należała wraz z folwarkiem do klucza Lubartów Lubomirskich. 
W lipcu 1941 Niemcy wymordowali w Pałecznicy w masowej egzekucji ok. 200 osób. W miejscu rozstrzelania, przy drodze numer 815 Lubartów–Parczew, dokładnie w miejscowości Kolonia Pałecznica, na wspólnej mogile zbiorowej znajduje się ku czci pomordowanych.
W latach 1975–1998 miejscowość położona była w województwie lubelskim.
W miejscowości funkcjonuje Ochotnicza straż pożarna, oraz Stowarzyszenie rozwoju wsi Pałecznica.
Wieś stanowi sołectwo gminy Niedźwiada. Według Narodowego Spisu Powszechnego z roku 2011 wieś liczyła 818 mieszkańców.
Wierni Kościoła rzymskokatolickiego należą do parafii św. Anny w Lubartowie.